# تپه‌نارنج
تپه نارنج یک سایت باستانی متشکل از ۵ صومعه بودایی متعلق به قرن ۶ است، این مکانِ تاریخی در کشور افغانستان و نزدیک به شهر کابل است.

## تهدیدها
این سایت باستانی بدونِ پوشش است که این واقعیت نشان‌دهنده خطرات قابل توجهی از جمله فرسایش برایِ این مکان است.
همچنین با توجه به رویدادهایِ سیاسیِ اخیر این مکانِ تاریخی در معرض خطر غارت و درگیری‌هایِ مسلحانه قرار گرفته‌است.